# 1850 ve fotografii
Tento článek obsahuje významné fotografické události v roce 1850.

## Události
- Ve hvězdárně Harvardovy univerzity pořídil astronom John Adams Whipple snímek první fixní hvězdy souhvězdí Vegy.
- listopad – Levi Hill zveřejnil publikaci The Magic Buff, ve které tvrdil, že dokáže zaznamenat modrou, červenou, fialovou a oranžovou barvu na jednu desku.[1] Jako důkaz předložil snímek pořízený metodou nazvanou hillotypie.
- Louis Désiré Blanquart-Evrard vynalezl fotografický proces albuminového tisku.[2]

## Narození v roce 1850
- 28. ledna – William Abner Eddy, americký novinář, fotograf a vynálezce († 26. prosince 1909)
- 17. února – Daniël David Veth, nizozemský stavební inženýr, průzkumník a fotograf († 19. května 1885)
- 26. února – Wenzel Faber, český fotograf a sládek († 29. května 1928)
- 28. března – Karolína Anna Quastová, profesionální česká fotografka, která byla pracovně svázána i s fotografickým ateliérem rodiny Quastů v Písku a Sušici († 5. ledna 1941)
- 23. června – Maria Tesch, švédská profesionální fotografka († 5. dubna 1936)
- 13. srpna – José Sellier Loup, španělský fotograf francouzského původu († 21. listopadu 1922)
- 9. září – Ivan Vasiljevič Boldyrev, ruský fotograf a vynálezce († po roce 1917)
- 26. listopadu – Ernst Kohlrausch, německý sportovní vědec, chronofotograf († 16. května 1923)
- 1. prosince – Robert Wilson Shufeldt, americký ornitolog, lékař a fotograf († 21. ledna 1934)
- ? – Carlo Brogi, italský fotograf († 1925)
- ? – Eugenio Interguglielmi, italský fotograf († 1911)
- ? – Macuči Nakadžima, japonský fotograf († 19. ledna 1938)
- ? – Lee Moorhouse, americký fotograf a indiánský agent, dokumentoval venkovský a indiánský život v Kolumbijské pánvi (28. února 1850 – 1. června 1926)